# ديموفيلوس القسطنطيني
ديموفيلوس القسطنطيني هو أسقف مسيحي، كان أسقف لفيريا، ورئيس أساقفة القسطنطينية من 370م حتى طرد عام 380م.